# Thermes de Dioclétien

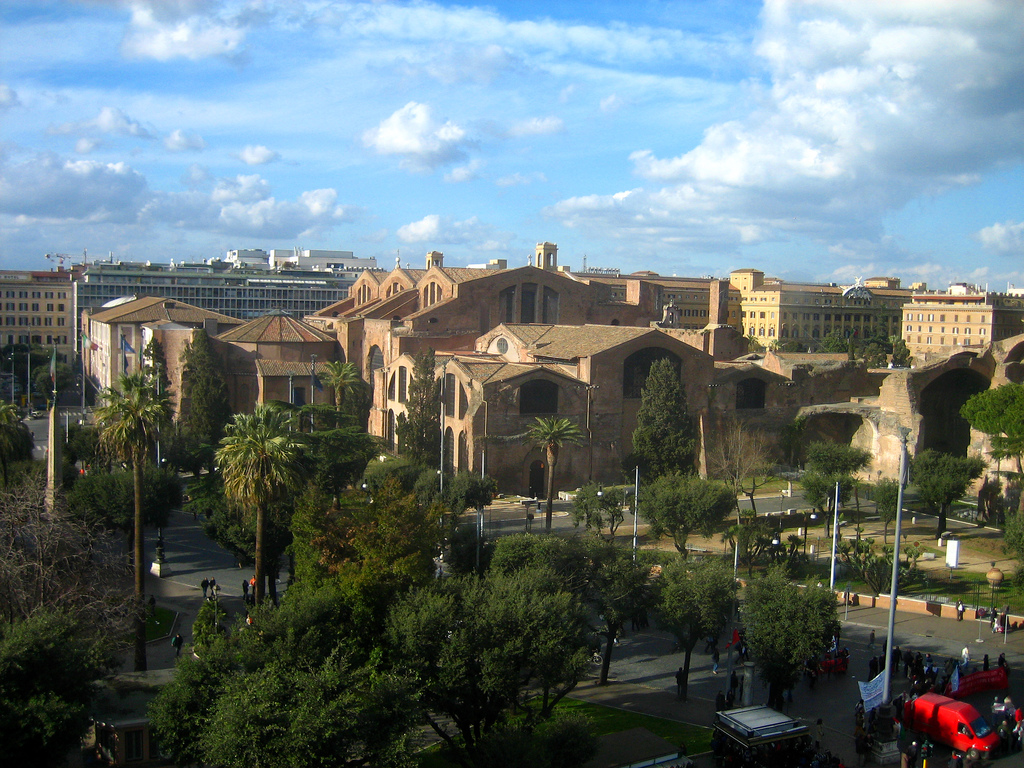
Vue d'ensemble des thermes.

Les thermes de Dioclétien, sont des thermes romains, les plus vastes construits dans la Rome antique, situés au nord-est de la Ville, sur le Viminal. Leur construction a débuté en 298 sous l'empereur Maximien Hercule, nommé Augustus de l'Occident par Dioclétien. Ils sont inaugurés en 306, après l'abdication des deux empereurs en 305.
Ce monument très bien conservé comprend la basilique Santa Maria degli Angeli e dei Martiri (Sainte-Marie-des-Anges-et-des-Martyrs), le musée des Thermes de Dioclétien, siège historique du Musée national romain, et d'autres bâtiments et activités annexes.

## Historique

### Construction des thermes
Les bains ont été prévus pour desservir les quartiers populeux du Quirinal, du Viminal et de l'Esquilin. L'inscription dédicatoire, composée de plusieurs fragments remontés dans la cour d'entrée du musée national des Thermes (CIL VI.1130=31242), dispose :
D(omini) N(ostri) Diocletianus et Maximianus invicti / seniores Aug(usti) patres imp(eratorum) et Caes(arum), et d(omini) n(ostri) Constantius et Maximianus invicti seniores Aug(usti) [patres i]mp(eratorum) et Caes(arum) et / d(omini) n(ostri) Constantius [et Maximia]nus invicti Aug(usti) et / Severus et Maximi[nus no]bilissimi Caesares thermas felic[es Dio]cletianas, quas / Maximianus Aug(ustus) rediens ex Africa [sub ?] / praesentia maie[statis] disposuit ac / fieri iussit et Dio[cletiani] Aug(usti) fratris sui / nomine consecra[vit, coe]mptis aedificiis / pro tanti operis [magn]itudine omni cultu / perfectas [Romanis suis] dedicaverunt, .
soit :
« Nos seigneurs invincibles Dioclétien et Maximien, Augustes “seniors”, pères des empereurs et des Césars, et nos seigneurs Constance et Maximien, Augustes invincibles, et Sévère et Maximin, nobles Césars, ont dédié à leurs chers Romains les bienheureux thermes de Dioclétien ; Maximien Auguste, à son retour d'Afrique, en présence de Sa Majesté, en a décidé et ordonné la construction et les a dédiés au nom de Dioclétien, son frère ; les bâtiments ont été acquis pour une œuvre d'une telle ampleur et somptueusement finis dans les moindres détails. »
On peut en déduire les dates de construction : après le retour d'Afrique de Maximien à l'automne de 298 et après l'abdication de Dioclétien et de Maximien aux calendes de mai 305, mais avant la mort de Constance Chlore, le 25 juillet 306. Pour faire place à la gigantesque construction, de nombreux bâtiments furent démolis, dont certains ont été retrouvés lors des fouilles de la piazza della Repubblica, lors de la construction de la station « Repubblica - Teatro dell'Opera » du métro de Rome. Le bâtiment était en briques estampillées du nom de Dioclétien. Le marquage des briques n'était plus de coutume à cette époque, mais avait été remis en vigueur pour la construction des thermes,.
Les murs extérieurs du bâtiment central étaient enduits de stuc blanc.

### Déclin et abandon

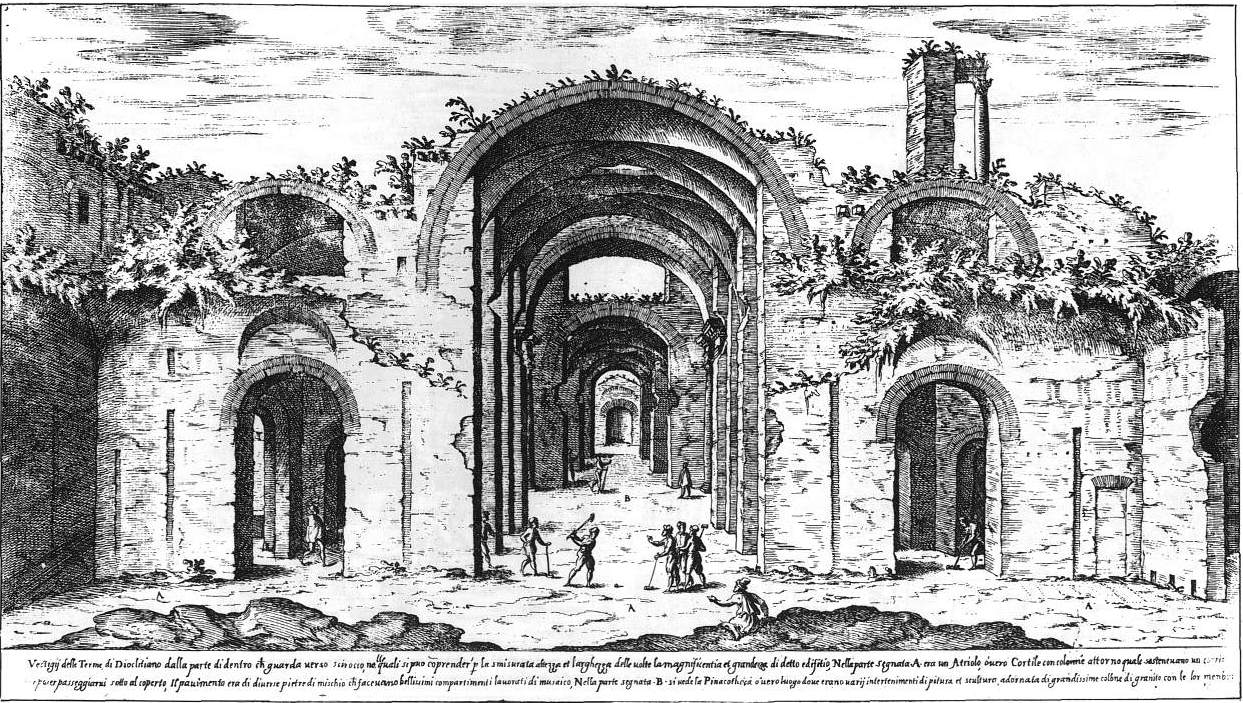
Ruines des thermes tels qu'ils apparaissaient au XVIe siècle

Après les sacs de Rome par les Goths en 410 et les Vandales en 455, les thermes restèrent au moins partiellement en service jusqu'en 537, quand les aqueducs furent coupés par les Goths de Vitigès, et par Bélisaire lui-même, qui fit murer tous les passages à travers la muraille pour empêcher les irruptions furtives des ennemis dans la ville. 
Similaires en forme et en taille aux thermes de Caracalla (eux-mêmes inspirés des thermes de Trajan), mais deux fois plus grands, les thermes de Dioclétien subirent le sort de tous les grands monuments romains, utilisés durant des siècles comme carrières de matériaux pour d'autres constructions à usage utilitaire ou d'habitations privées. On sait, entre autres, qu'une partie des thermes servit d'aire de dressage de chevaux. 
Le caldarium (entrée actuelle de l'église Sainte-Marie-des-Anges), conserva assez de majesté pour attirer et inspirer des artistes, au XVe siècle et plus tard. Ainsi, Andrea Palladio, par exemple, en fit des dessins très complets.

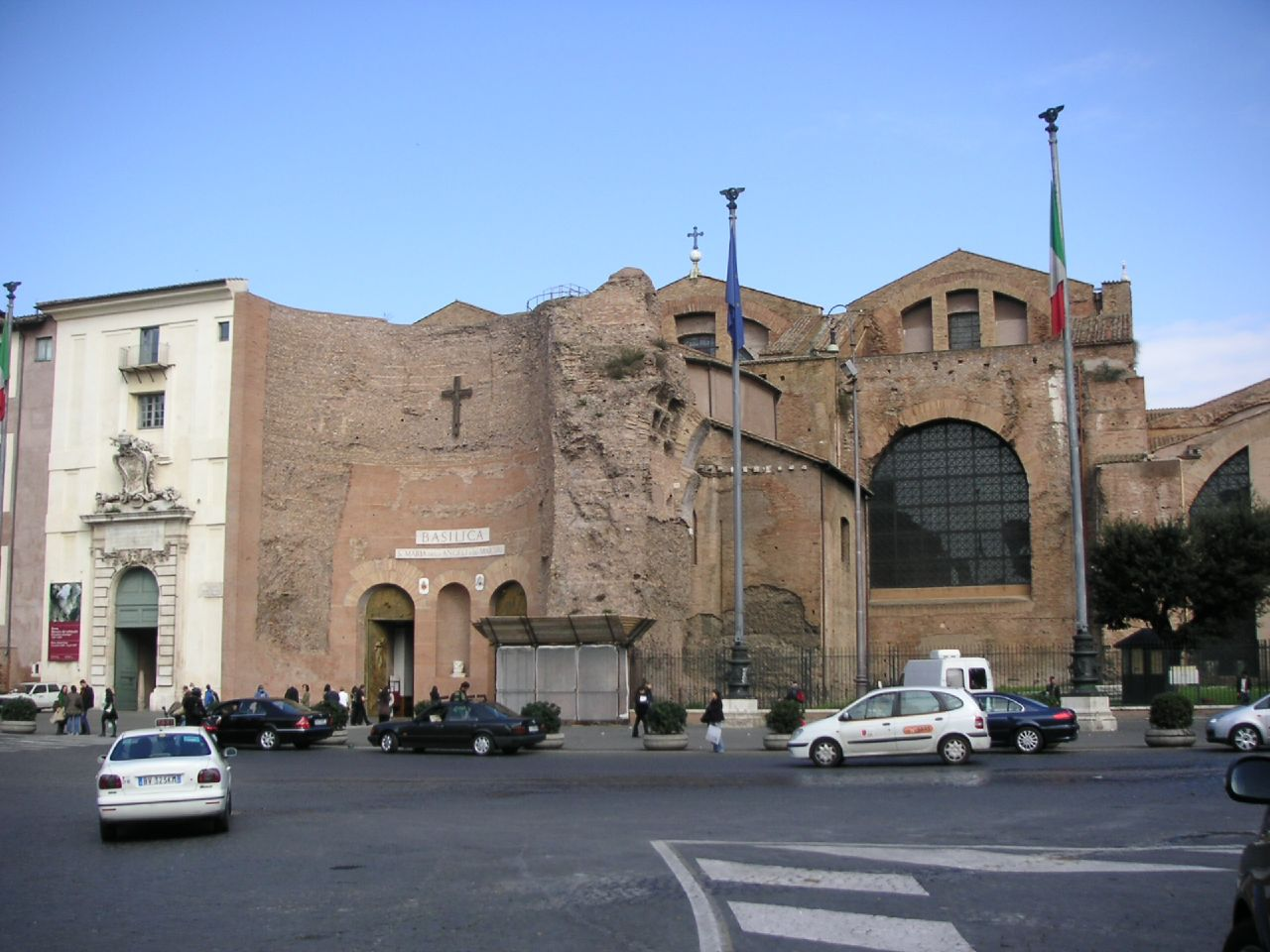
Caldarium et entrée de la basilique

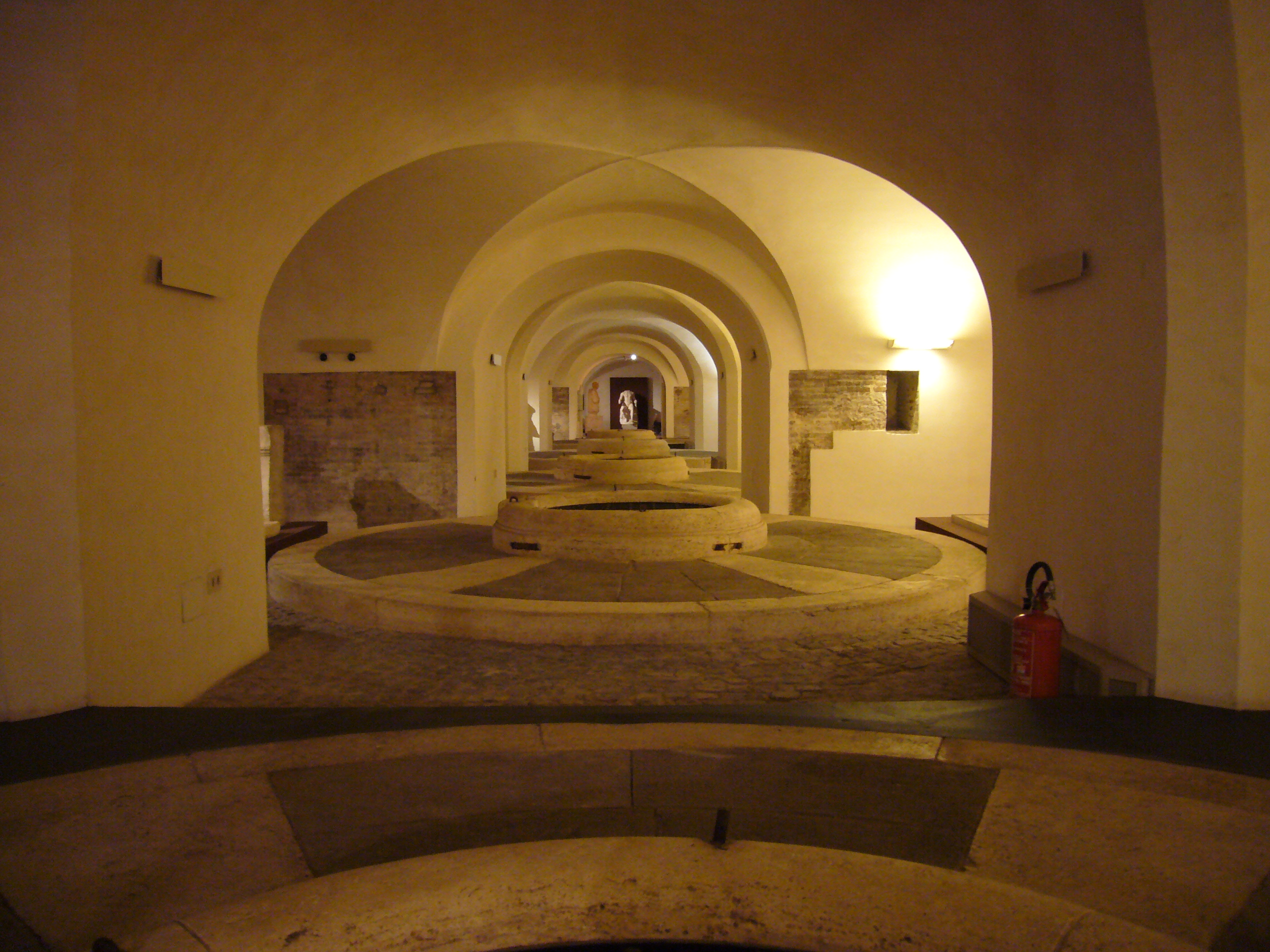
Magasins à huile dits Olearie papali

### Reconversion en église et monastère
En 1560, le frigidarium (salle basilicale) fut converti en une église qui existait en fait auparavant sous la forme d'une chapelle adossée aux murs antiques, dédiée aux Anges et gardée par un moine. Dans le même temps, les Chartreux faisaient pression pour obtenir un nouveau couvent. Pie IV chargea Michel-Ange d'élever la chapelle au rang de basilique et de concevoir la chartreuse de Rome, dont le premier bâtiment fut achevé en 1564. Ainsi naquit la basilique Santa Maria degli Angeli e dei Martiri, le dévouement aux martyrs ayant été rajouté à la suite d'une tradition de l'hagiographie chrétienne qui voulait que les bâtiments eussent été construits par des chrétiens réduits en esclavage, consécutivement à la dernière grande persécution par l'empereur Dioclétien, en 303. L'église fut ensuite sensiblement modifiée par Luigi Vanvitelli qui, en 1749, changea l'orientation de l'église en ouvrant l'entrée actuelle dans le caldarium.
Quelques années plus tard, Grégoire XIII utilisa une partie des bâtiments comme grenier à céréales. Ces magasins furent en partie réutilisés sous Clement XIII comme magasins à huile, dits Olearie papali : on y a retrouvé dix grandes cuves d'une capacité de 44 000 litres. Cet espace a été converti en 2000 en salle d'exposition, tout en préservant l'aménagement ancien. La salle octogonale encore existante du Musée national des Thermes connut un usage semblable. Ces magasins furent ensuite dévolus à différents usages collectifs (prison, hôpital, hospice).

## Description

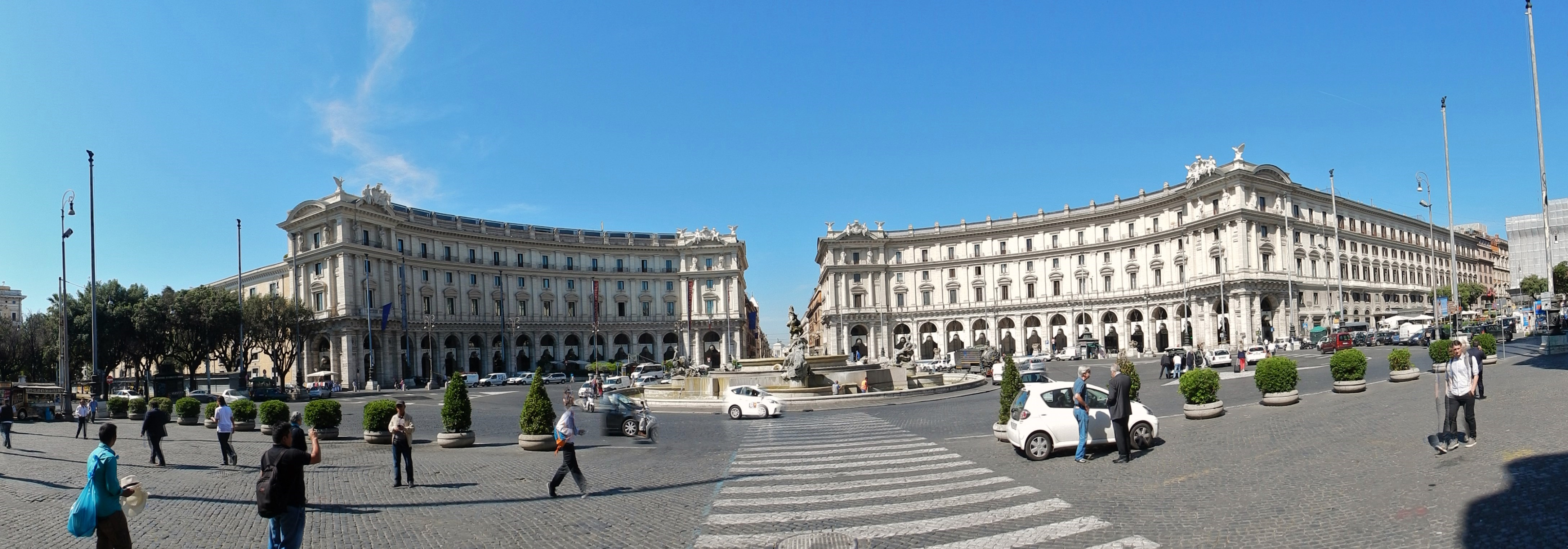
Exèdre de la piazza della Repubblica

Les thermes de Dioclétien sont les plus importants et les plus luxueux construits à Rome et dans le monde romain en général. Situés sur la colline du Viminal, à l'intérieur d'une enceinte de 380 × 365 mètres occupant près de 14 hectares, ils comptaient encore au Ve siècle, selon Olympiodore, 2 400 vasques. Le bâtiment central, qui mesure 250 × 180 m, pouvait accueillir jusqu'à 3 000 personnes. 
La seule colonnade semi-circulaire actuelle de la place de la République (piazza della Repubblica), réalisée à la fin du XIXe siècle par Gaetano Koch, qui recouvre exactement l'emplacement de la grande exèdre des thermes, donne une idée des proportions du monument. 
Les thermes étaient alimentés en eau par une branche de l'Aqua Marcia qui partait de la Porta Tiburtina et conduisait l'eau vers un immense réservoir de 91 × 16 m, appelé botte di Termini. Ce réservoir fut détruit en 1876 pour laisser place à la gare Termini, qui par conséquent tient son nom des thermes eux-mêmes, .

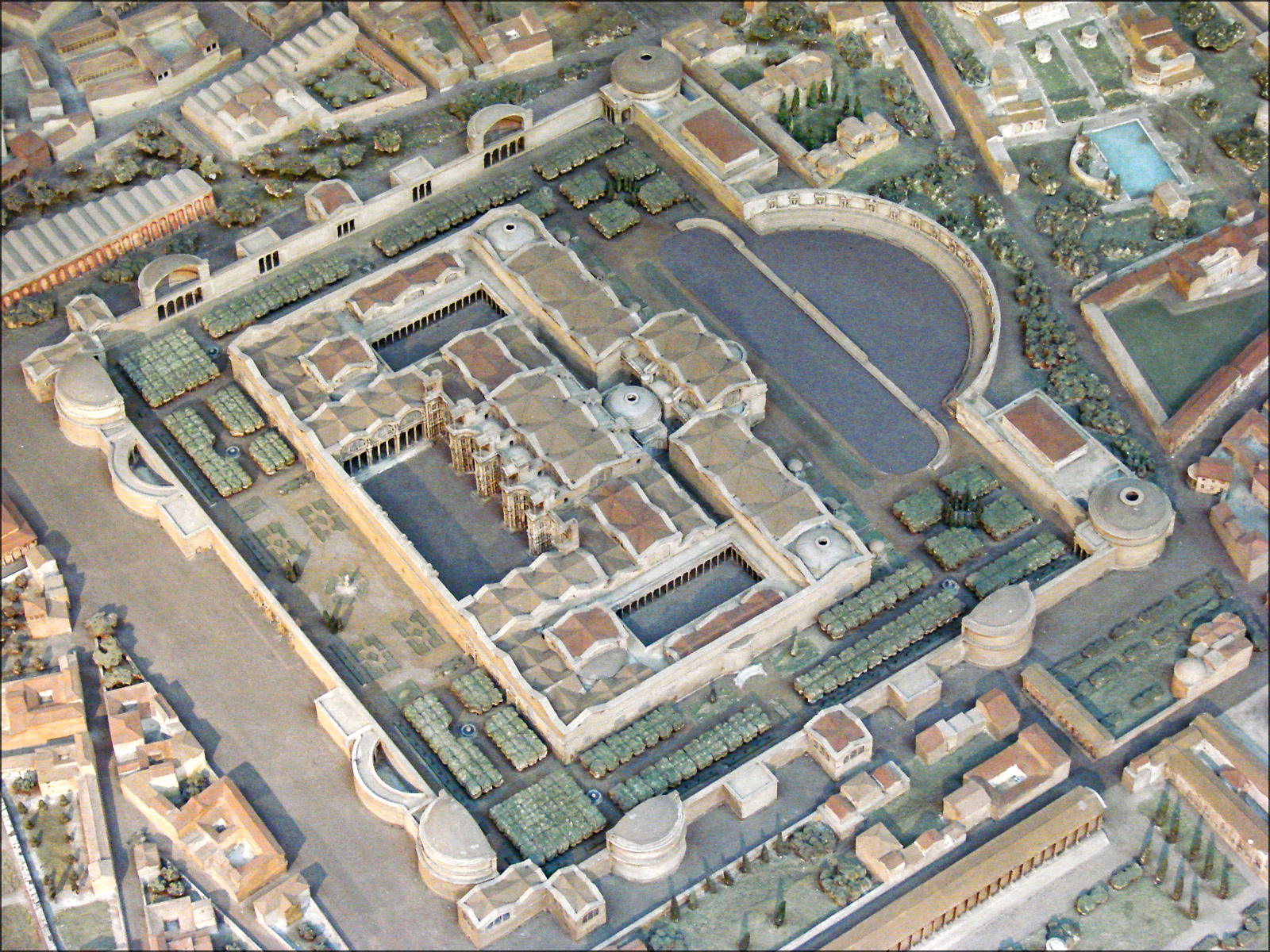
Maquette du Musée de la Civilisation romaine

### Bâtiment central

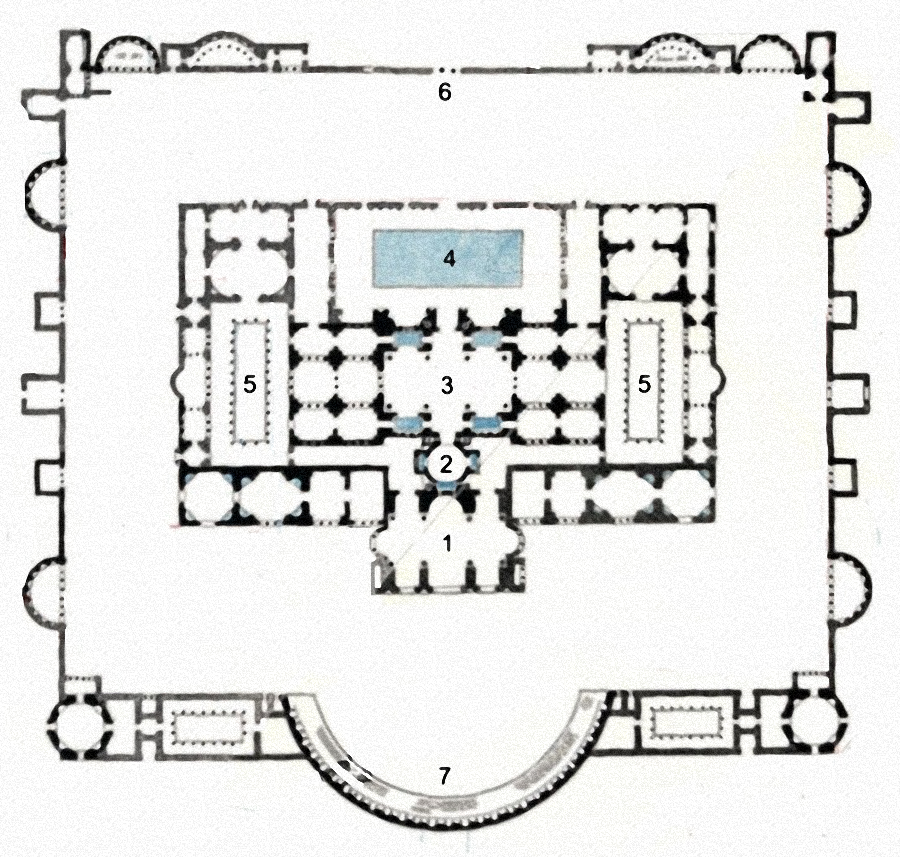
Plan des thermes : 1. Caldarium ; 2. Tepidarium ; 3. Salle basilicale ; 4. Natatio ; 5. Palaestra ; 6. Entrée ; 7. Exèdre

Le corps central des thermes de Dioclétien a été conçu sur le modèle des thermes de Trajan, qui comportent eux aussi une exèdre semi-circulaire et un caldarium rectangulaire pourvu de trois niches semi-circulaires (alors que celles des thermes de Caracalla sont quasi circulaires). Le complexe est orienté au sud-ouest, afin que le caldarium puisse profiter pleinement de la chaleur solaire sans en affecter la température du frigidarium. Ce frigidarium, selon les auteurs, pourrait être identifié à la salle basilicale elle-même, ou bien à la natatio (piscine d'eau peu profonde, à ciel ouvert, située dans l'axe nord-est, sous l'actuel chœur de l'église). Coarelli préfère éviter le mot frigidarium, ne parlant, pour plus de clarté, que de la salle basilicale (basilica) et de la natatio.
Les deux axes de symétrie du complexe se croisaient au centre de la très vaste basilique (ou frigidarium, salle basilicale). L'axe majeur se prolongeait au sud-ouest vers les différents bains (tepidarium, caldarium), tandis que l'axe mineur (nord-ouest/sud-est) s'ouvrait sur les gymnases (palaestrae).

#### Vestiges de la place de la République et basilique Sainte-Marie-des-Anges

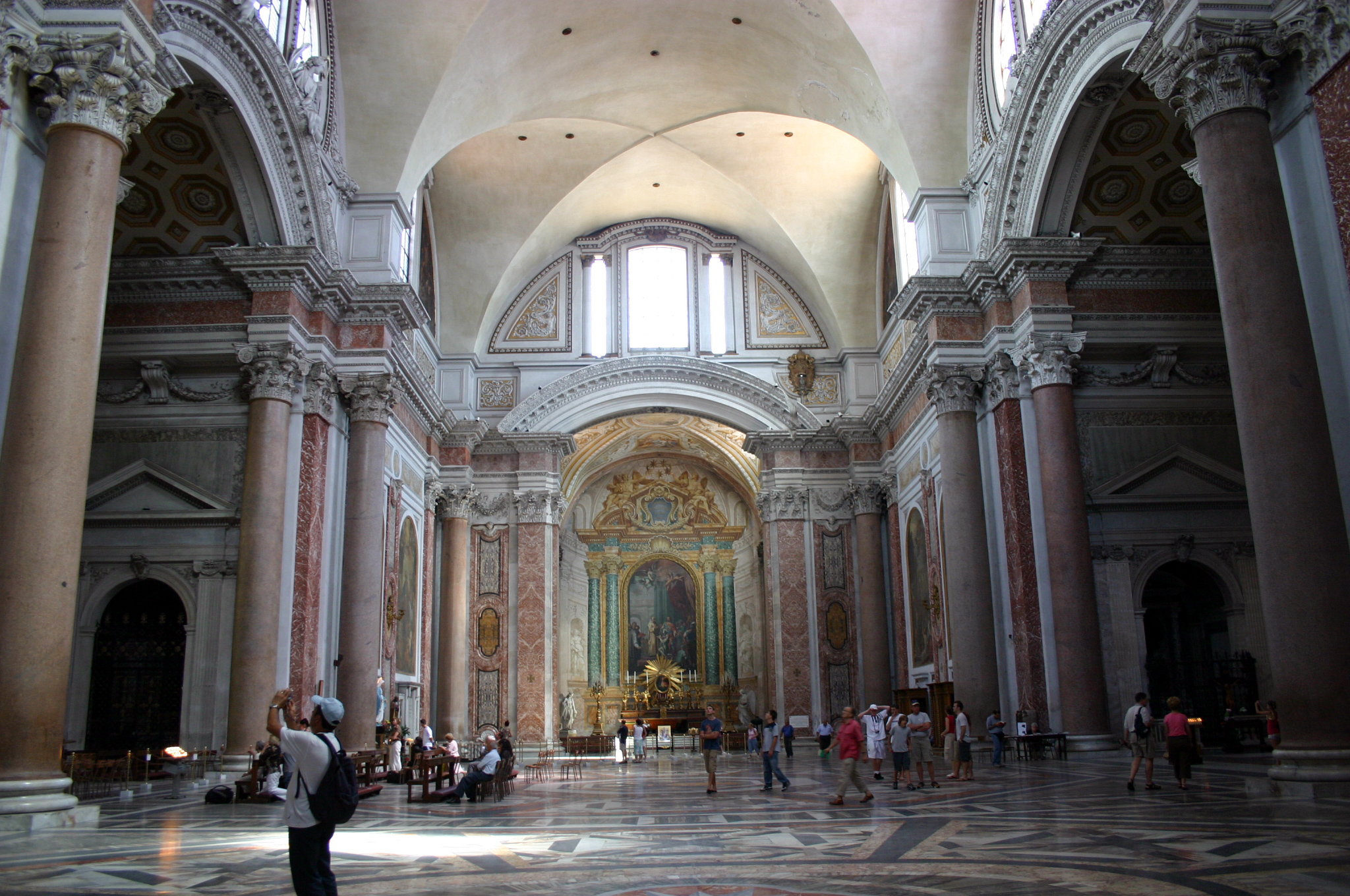
Vue de la salle basilicale des thermes (aujourd'hui basilique Sainte-Marie-des-Anges-et-des-Martyrs)

On peut encore voir, au nord-est de la place de la République, les restes d'une des absides du caldarium, attenante à l'ancien institut de Pédagogie (Facoltà di Magistero). Une autre de ces absides marque l'entrée de la Basilique Santa Maria degli Angeli e dei Martiri, elle-même installée dans l'ancien frigidarium (salle basilicale). L'église englobe également l'ancien tepidarium, immédiatement après l'entrée, vaste pièce circulaire peu éclairée, pourvue de deux petites niches carrées, et deux pièces latérales prolongeant l'axe nord-ouest / sud-est de la basilique. En dehors des ajouts et des modifications dus à Michel-Ange et Vanvitelli (les sols et les accès surélevés par rapport au niveau antique, ainsi que huit nouvelles colonnes de brique recouvertes de stuc imitant le granite), l'aspect antique de l'intérieur a été magnifiquement préservé. L'abside de l'église a été construite à l'emplacement de la partie centrale de la grande natatio (piscine) rectangulaire. Les trois voûtes d'arêtes de la salle basilicale, soutenues par les huit énormes colonnes monolithes de granite originales, donnent toujours l'un des rares exemples de la splendeur de l'architecture et de la décoration intérieure des édifices romains.

#### Salles du Musée national des Thermes

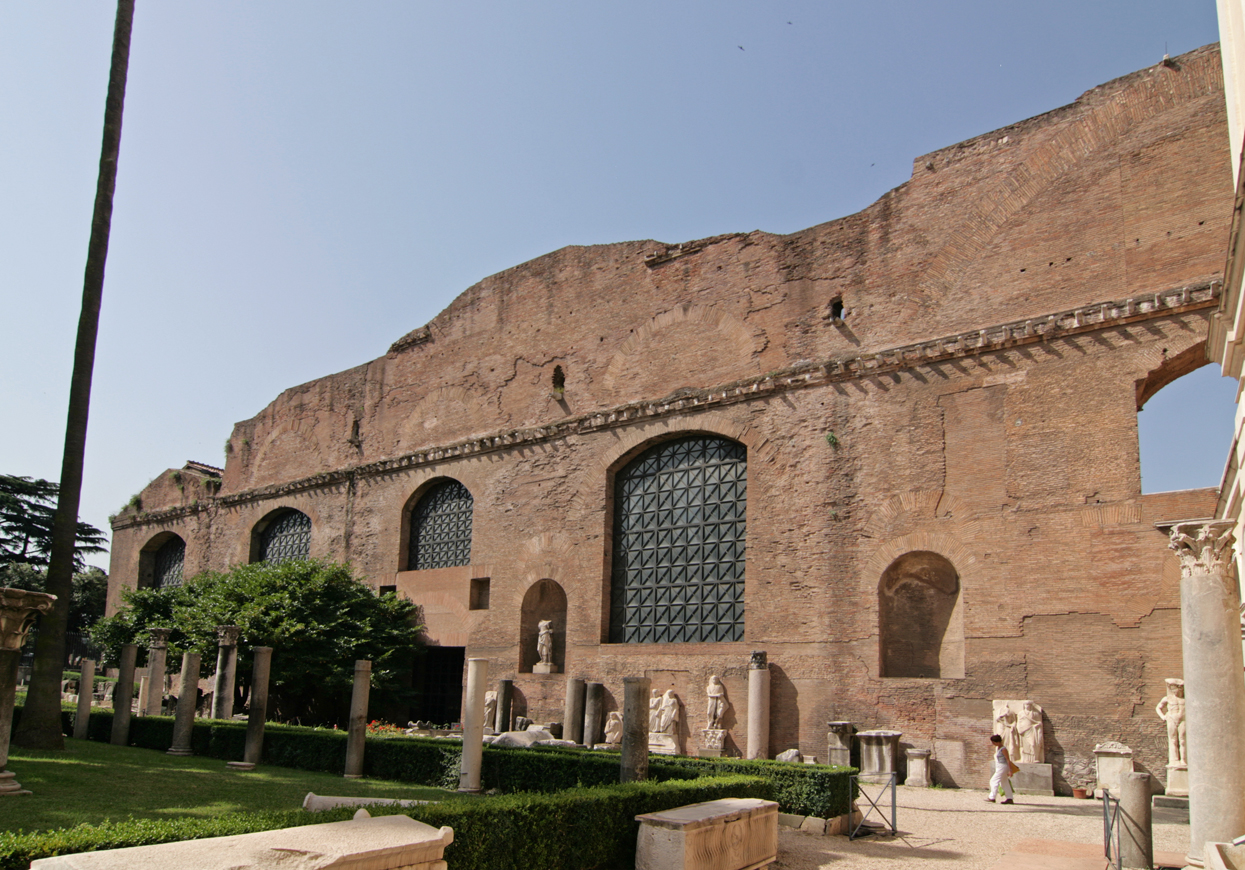
Cortile (palestre) du Musée national des Thermes

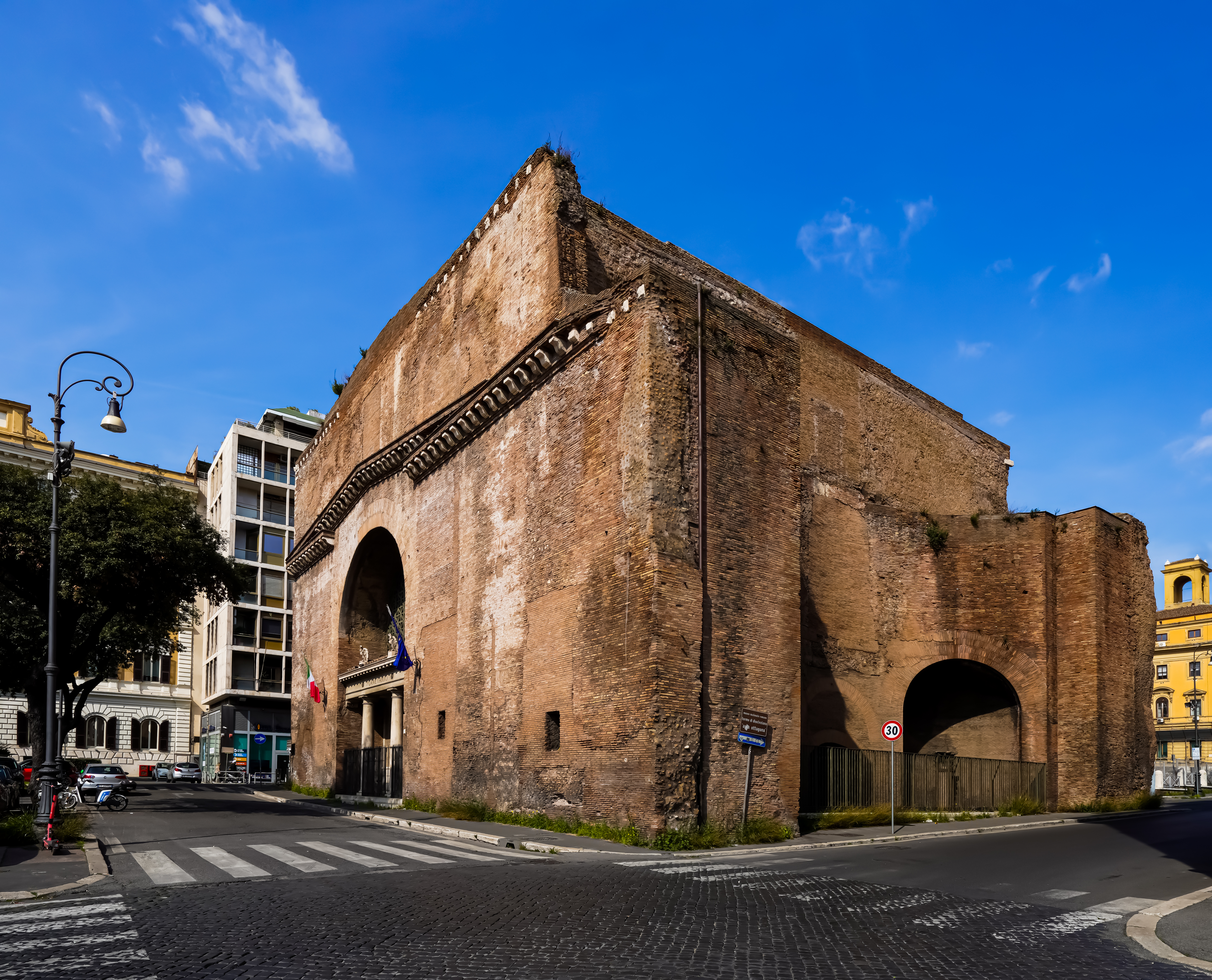
Cinéma « Planetario »

Le Musée national des Thermes est installé dans une autre partie du bâtiment central des thermes antiques, sur le côté nord-est de la basilique et de la palestre dont la colonnade a presque entièrement disparu. Il reste encore un mur de la natatio, avec des consoles qui autrefois supportaient des colonnettes décoratives suspendues, semblables à celles que l'on trouve encore au palais de Dioclétien, à Split.
L'angle du bâtiment est occupé par une salle ovale de grande taille (probablement l'apodyterium (vestiaire) et une autre rectangulaire (l'« atrium »). Cet ensemble de salles devait avoir son correspondant symétrique à l'ouest, aujourd'hui complètement disparu sous la via Celimontana et la via Parigi. Depuis le jardin du musée, on peut encore voir une partie de la façade du bâtiment principal, tandis que l'autre côté du jardin apparaissent les deux exèdres de l'angle nord-est de l'enceinte des thermes, assez bien conservées, dont subsiste le sol en mosaïque d'origine, qui accueillent parfois des conférences et des lectures publiques (« auditorium »).

#### Autres vestiges du bâtiment central
Un autre ensemble est, à l'ouest, celui des installations thermales comprises dans l'ancien institut de Pédagogie, construit exactement sur les vestiges antiques. Il subsiste aussi, à l'angle sud-ouest du bâtiment principal des thermes antiques, une grande salle octogonale avec quatre niches semi-circulaires aux angles, actuellement occupée par le cinéma « Planetario ».

### Enceinte extérieure des thermes

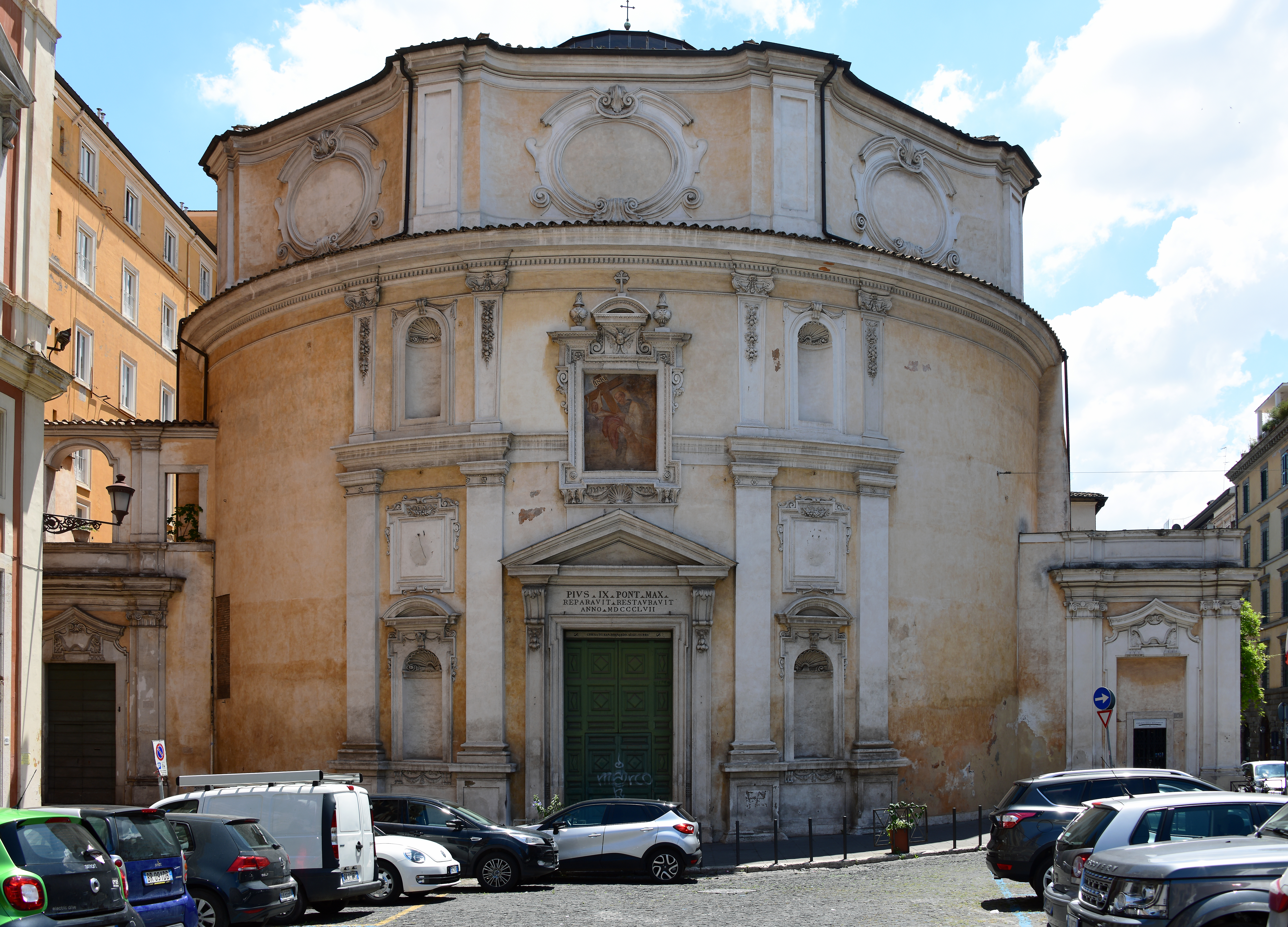
San Bernardo alle Terme

De l'angle de la via Parigi et de la via Orlando, on peut voir une bonne partie de l'enceinte côté nord-ouest, tandis que les façades des bâtiments modernes et l'exèdre de la place conservent fidèlement le plan de ce mur extérieur. 
Les deux extrémités de l'enceinte sud-ouest conservent deux salles circulaires symétriques, l'une convertie en église San Bernardo alle Terme, l'autre visible au coin extérieur de la via del Viminale et de la piazza dei Cinquecento. Au milieu se trouve l'immense exèdre circulaire de la place de la République, peut-être utilisée comme lieu de spectacles, flanquée de deux salles rectangulaires à colonnes, peut-être des bibliothèques. On sait que les thermes abritaient, sur ordre impérial, les livres transférés de la bibliothèque Ulpia du forum de Trajan, à demi abandonnée à l'époque, comme en témoigne le réemploi d'éléments sculpturaux lui appartenant sur l'arc de Constantin.

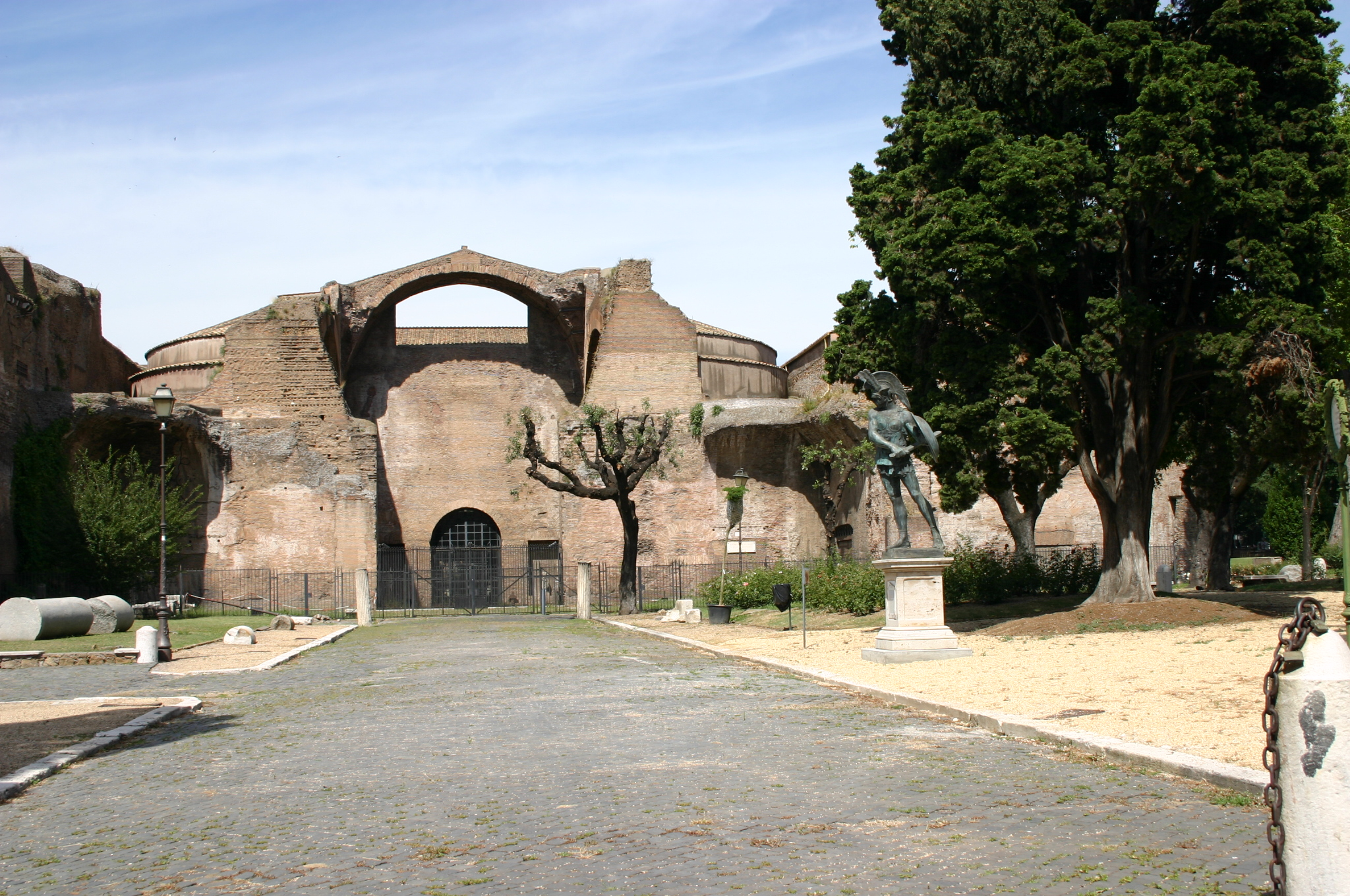
Cour d'entrée du Musée national des Thermes
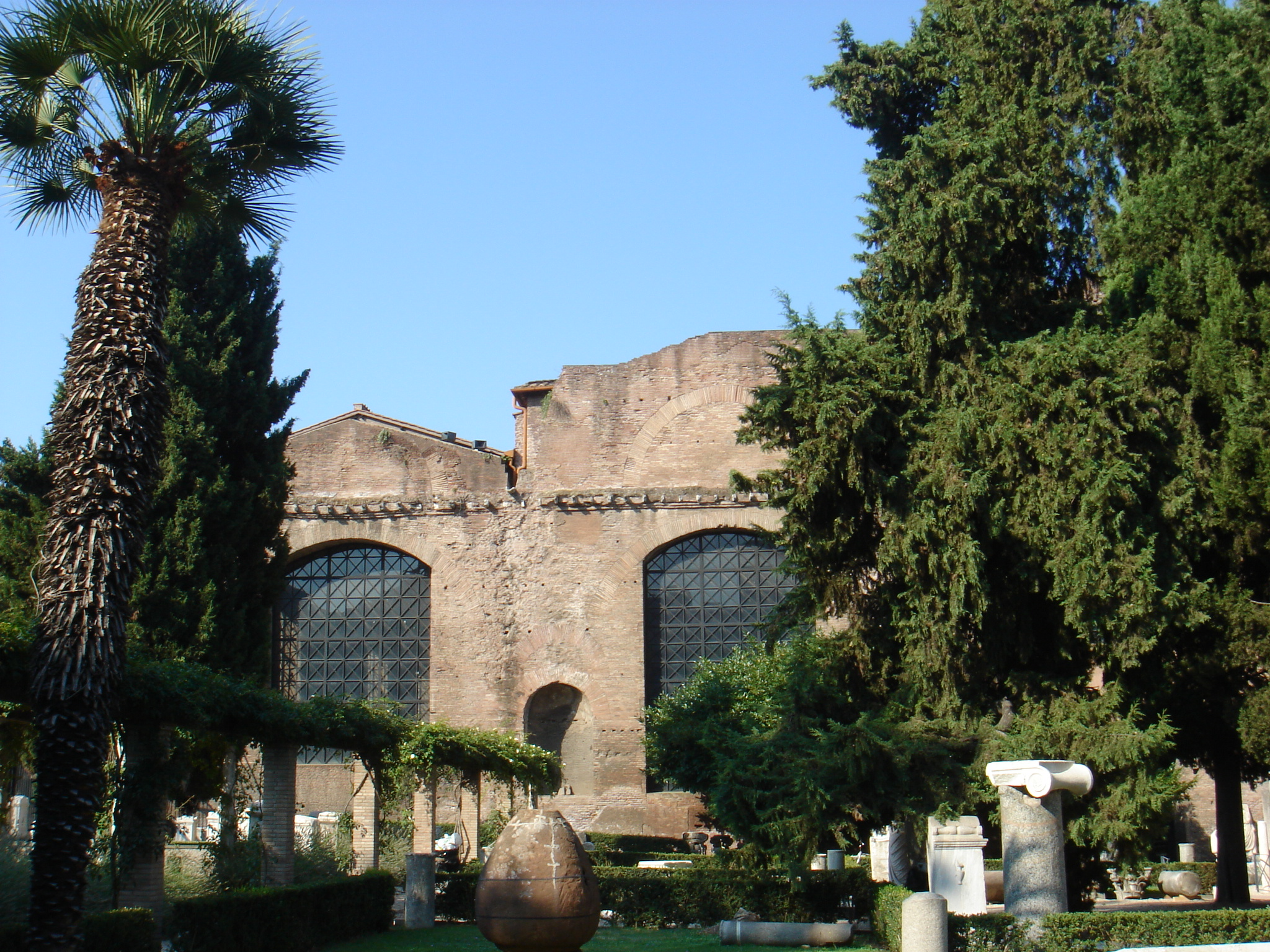
Côté via De Nicola
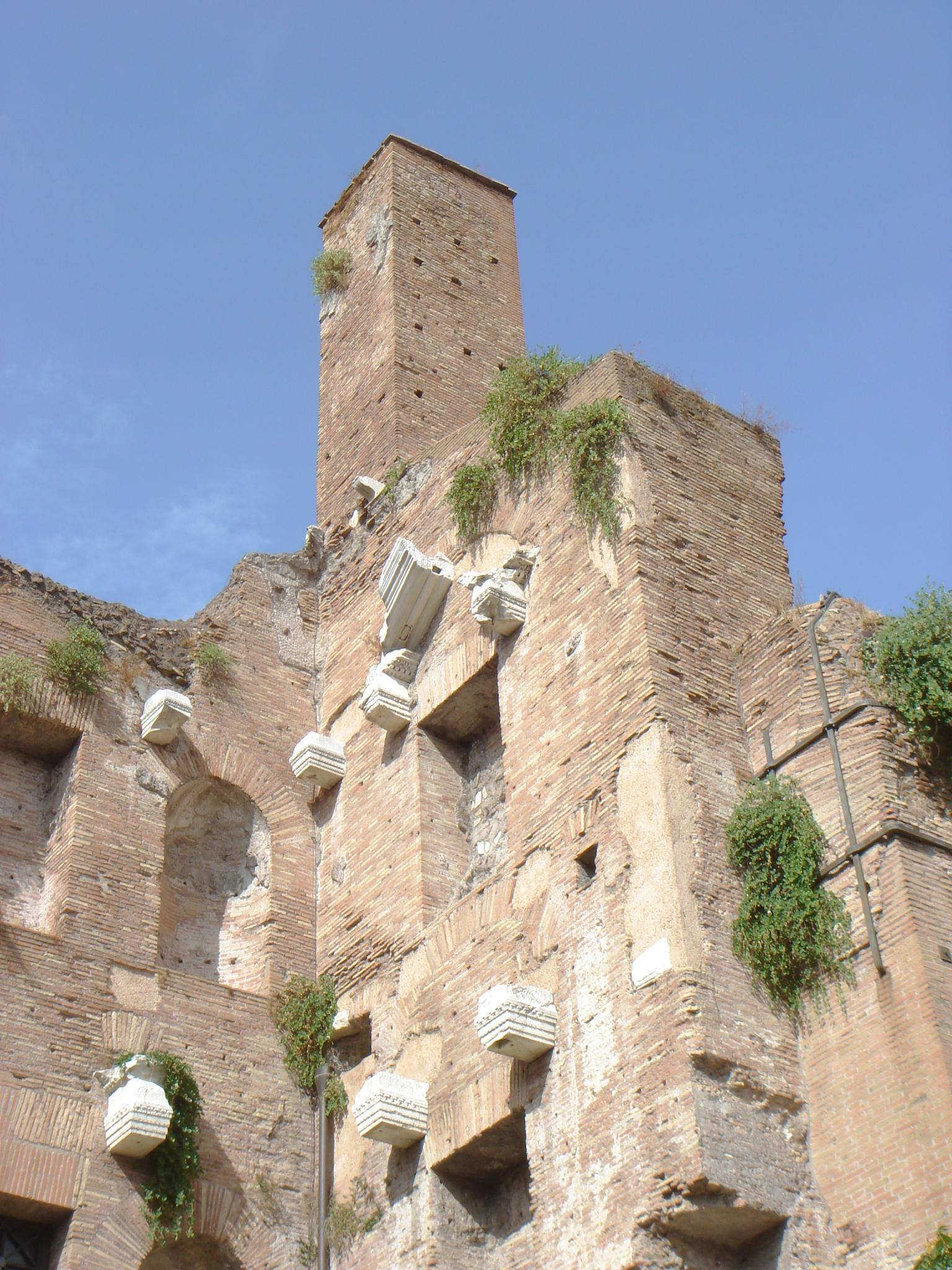
Restes de la décoration des murs de la natatio
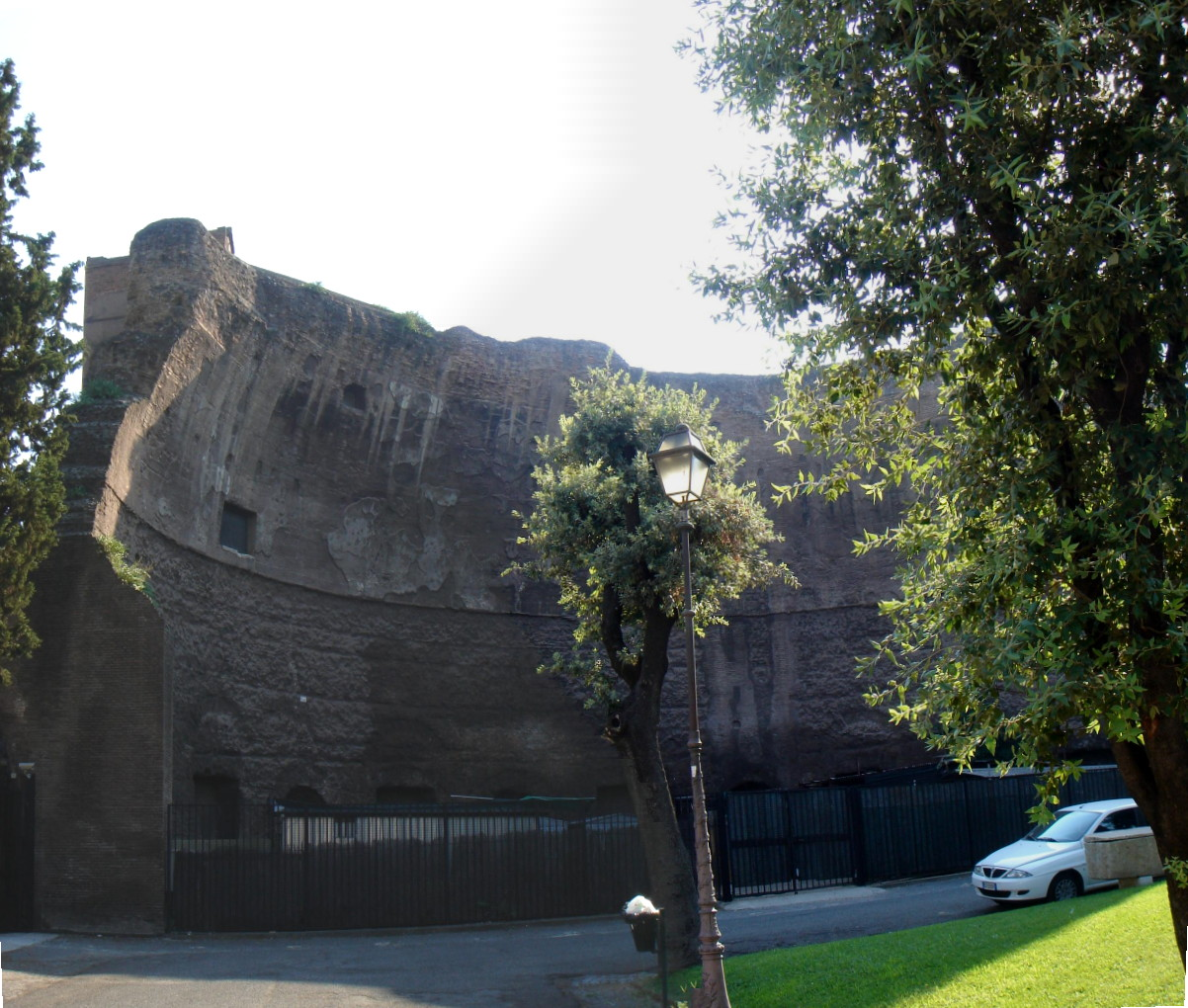
Vestiges de la citerne de la via Volturno